# ケンドリック・パーキンス
ケンドリック・レデール・パーキンス（Kendrick Le'Dale Perkins, 1984年11月10日 - ）は、アメリカ合衆国・テキサス州ネーダーランド出身の元プロバスケットボール選手。身長208cm。体重120kg。ポジションはセンター。
現在は歯に衣着せぬ辛口評論家としてESPNなどのNBAアナリストとして人気を博している。

## 経歴
テキサス州ボーモントにある高校に進学、在学中に高校を郡のチャンピオン、州のチャンピオンに導いた。最終学年時には1試合平均27.5得点、16.4リバウンド、7.8ブロックをマーク、チームは33勝1敗だった。パーキンスはファンやマスコミに「ベビー・シャック」と呼ばれた。マクドナルド・オールアメリカンにも選ばれた。メンフィス大学への進学が内定していたが2003年のNBAドラフトにアーリーエントリー。1順目27位指名をメンフィス・グリズリーズから受けたがすぐにマーカス・バンクスと共にトロイ・ベル、ダンテイ・ジョーンズとのトレードでセルティックスに入団した。
ルーキーイヤーの出場は10試合のみで1試合平均3.5分の出場という苦いものとなった。2年目の2004-05シーズンは60試合に出場、平均出場時間は9.1分であったがセルティックスの中でもタフなディフェンスをする選手として知られるようになった。2005年のインディアナ・ペイサーズとのプレーオフ第6戦でポール・ピアースが退場となる直前に得たフリースローを相手ヘッドコーチのリック・カーライルから指名され2投したがいずれも失敗、試合はオーバータイムにもつれるといったことがあった。サマーキャンプでの努力によって3年目の2005-06シーズンから当時主力選手だったアントワン・ウォーカーの移籍などもありヘッドコーチのドック・リバースよりプレイタイムを多くもらえるようになりローテーション入りした。出場した68試合中40試合では先発出場を果たし、平均19.6分出場、5.2得点、5.9リバウンド、1.5ブロックの成績を残す。マーク・ブラウントがミネソタ・ティンバーウルブズに移籍すると先発のセンターとしてプレイした。4年目の2006-07シーズンには平均出場時間を21.9分まで伸ばすが、1年後輩のアル・ジェファーソンの成長もあり個人成績は下降した。
2007-08シーズン開幕前、セルティックスは大型補強でシアトル・スーパーソニックスのレイ・アレン、ミネソタ・ティンバーウルブズのケビン・ガーネットを獲得。この二人とエースのポール・ピアースのビッグ3を支え、シーズンを通してスターターの座をキープ。プレーオフでも自分の仕事を着実にこなし、ファイナル制覇に貢献した。
08-09シーズンもインサイドの要として目立たないながらもチームを支え続け、1試合平均8.5得点、8.1リバウンド、2.0ブロックという成績を残した。終盤にガーネットが故障で離脱し、パーキンスへの負担はさらに増したが、プレーオフでは1試合平均11.9得点、11.6リバウンド、2.6ブロックとシーズン中よりもさらに成績を伸ばし、オーランド・マジックとのカンファレンスセミファイナルでは、マッチアップしたドワイト・ハワードを平均16.4得点に抑えディフェンス力を示した(ハワードのシーズン平均は20.6得点)。
2011年2月24日､ネイト・ロビンソンと共に､ジェフ・グリーン､ネナド・クリスティッチとの交換トレードにより､オクラホマシティ・サンダーへ移籍した。
2015年2月19日、NBA内で一斉に行われた大型トレードでユタ・ジャズに放出された後、バイアウトで解雇され、2月24日にクリーブランド・キャバリアーズと契約。7月21日にニューオーリンズ・ペリカンズと1年契約を結んだ。
2016-17シーズンは無所属に終わり、2017年9月21日にキャバリアーズとトレーニングキャンプに関する契約を結んだが、開幕前に解雇。解雇後に傘下のカントン・チャージに送られ、NBA復帰を目指すことになった。
2018年4月11日、クリーブランド・キャバリアーズと2017-18シーズン終了までの契約を結んだ。

## プレースタイル
オフェンスではゴール下を仕事場とし、外角からのシュートや大量得点は計算できないが、頑丈な体でのポジション取りやディフェンスなど、数字には残らないプレーを得意としている。ファウルが多いのが玉に瑕である。

## 個人成績

### NBA

#### レギュラーシーズン
| シーズン | チーム | GP  | GS  | MPG  | FG%  | 3P%  | FT%  | RPG | APG | SPG | BPG | PPG  |
| -------- | ------ | --- | --- | ---- | ---- | ---- | ---- | --- | --- | --- | --- | ---- |
| 2003–04  | BOS    | 10  | 0   | 3.5  | .533 | ---  | .667 | 1.4 | .3  | .0  | .2  | 2.2  |
| 2004–05  | BOS    | 60  | 3   | 9.1  | .471 | ---  | .638 | 2.9 | .4  | .2  | .6  | 2.5  |
| 2005–06  | BOS    | 68  | 40  | 19.6 | .515 | .000 | .615 | 5.9 | 1.0 | .3  | 1.5 | 5.2  |
| 2006–07  | BOS    | 72  | 53  | 21.9 | .491 | .000 | .600 | 5.2 | 1.3 | .3  | 1.3 | 4.5  |
| 2007–08† | BOS    | 78  | 78  | 24.5 | .615 | .000 | .623 | 6.1 | 1.1 | .4  | 1.5 | 6.9  |
| 2008–09  | BOS    | 76  | 76  | 29.6 | .577 | .000 | .600 | 8.1 | 1.3 | .3  | 2.0 | 8.5  |
| 2009–10  | BOS    | 78  | 78  | 27.6 | .602 | .000 | .582 | 7.6 | 1.0 | .3  | 1.7 | 10.1 |
| 2010–11  | BOS    | 12  | 7   | 26.1 | .542 | ---  | .575 | 8.1 | .8  | .2  | .8  | 7.3  |
| 2010–11  | OKC    | 17  | 17  | 25.2 | .493 | ---  | .531 | 7.9 | .9  | .4  | .9  | 5.1  |
| 2011–12  | OKC    | 65  | 65  | 26.8 | .489 | ---  | .652 | 6.6 | 1.2 | .4  | 1.1 | 5.0  |
| 2012–13  | OKC    | 78  | 78  | 25.1 | .457 | .000 | .611 | 6.0 | 1.4 | .6  | 1.1 | 4.2  |
| 2013–14  | OKC    | 62  | 62  | 19.5 | .451 | .000 | .552 | 4.9 | 1.1 | .4  | .5  | 3.4  |
| 2014–15  | OKC    | 51  | 3   | 19.2 | .441 | .000 | .507 | 5.5 | .8  | .3  | .7  | 4.0  |
| 2014–15  | CLE    | 17  | 0   | 9.8  | .488 | ---  | .500 | 2.4 | .5  | .1  | .2  | 2.6  |
| 2015–16  | NOP    | 37  | 5   | 14.6 | .533 | ---  | .440 | 3.5 | .8  | .3  | .3  | 2.5  |
| 2017–18  | CLE    | 1   | 0   | 15.0 | .500 | ---  | .500 | 1.0 | 2.0 | 1.0 | .0  | 3.0  |
| 通算     | 通算   | 782 | 565 | 21.9 | .530 | .000 | .594 | 5.8 | 1.0 | .3  | 1.2 | 5.4  |

#### プレーオフ
| シーズン | チーム | GP  | GS  | MPG  | FG%  | 3P%  | FT%   | RPG  | APG | SPG | BPG | PPG  |
| -------- | ------ | --- | --- | ---- | ---- | ---- | ----- | ---- | --- | --- | --- | ---- |
| 2005     | BOS    | 6   | 0   | 4.7  | .800 | ---  | .333  | 1.0  | .0  | .0  | .5  | 1.5  |
| 2008†    | BOS    | 25  | 25  | 25.2 | .585 | .000 | .678  | 6.1  | .5  | .6  | 1.3 | 6.6  |
| 2009     | BOS    | 14  | 14  | 36.6 | .575 | .000 | .667  | 11.0 | 1.4 | .4  | 2.6 | 11.9 |
| 2010     | BOS    | 23  | 23  | 25.0 | .510 | .000 | .600  | 6.2  | 1.0 | .4  | 1.4 | 5.7  |
| 2011     | OKC    | 17  | 17  | 28.2 | .453 | ---  | .576  | 6.1  | .8  | .2  | .8  | 4.5  |
| 2012     | OKC    | 20  | 20  | 25.9 | .416 | ---  | .800  | 6.2  | .7  | .4  | 1.3 | 4.7  |
| 2013     | OKC    | 11  | 11  | 19.1 | .270 | .000 | 1.000 | 3.7  | .6  | .7  | .5  | 2.2  |
| 2014     | OKC    | 19  | 19  | 20.2 | .533 | ---  | .800  | 5.4  | .7  | .2  | .3  | 3.2  |
| 2015     | CLE    | 8   | 0   | 4.1  | .250 | ---  | .600  | 1.1  | .0  | .0  | .4  | 1.3  |
| 通算     | 通算   | 143 | 129 | 23.6 | .502 | .000 | .662  | 5.9  | .7  | .4  | 1.1 | 5.1  |